# Ceratogastra pulchricolor
Ceratogastra pulchricolor là một loài tò vò trong họ Ichneumonidae.